# Ixtlán de los Hervores
Ixtlán är en kommunhuvudort i Mexiko.   Den ligger i kommunen Ixtlán och delstaten Michoacán de Ocampo, i den centrala delen av landet, 400 km väster om huvudstaden Mexico City. Ixtlán ligger 1 592 meter över havet och antalet invånare är 5 017.
Terrängen runt Ixtlán är kuperad åt sydost, men åt nordväst är den platt. Runt Ixtlán är det ganska tätbefolkat, med 58 invånare per kvadratkilometer. Närmaste större samhälle är Pajacuarán, 18,7 km väster om Ixtlán. I omgivningarna runt Ixtlán växer huvudsakligen savannskog.